# Jesús Romero Anselmi
Jesús "Chucho" Romero Anselmi (San Cristóbal, Estado Táchira el 19 de junio de 1946 - Caracas, 26 de enero de 2011) fue periodista y político venezolano y presidente de Venezolana de Televisión durante varios períodos (2001-2003 y 2006-2007). En el 2006 asumió por segunda vez la presidencia del canal en sustitución de Blanca Eekhout.
Fue fundador y profesor de la carrera de Comunicación Social de la Universidad de Los Andes, Núcleo Universitario “Dr. Pedro Rincón Gutiérrez” en el Estado Táchira.

## Biografía
Anselmi nace en San Cristóbal, hijo de Julio Teodoro Romero, natural de Uracoa, Sotillo, estado Monagas, y Ercelia Anselmi Giusti, natural de Colon, estado Tachira, que habían casado por 1942 en la población de Ureña. Estudió en el Colegio La Salle y se graduó en el Liceo Simón Bolívar.
Inició su carrera periodística siendo aún muy joven, contaba 16 años, en las emisoras radiales La Voz del Táchira y Radio Junín. En la década de los 70's, Anselmi se traslada a Caracas en donde trabaja en el Diario de Caracas, Radio Capital y Radio RQ910 AM.
En 1984 es nombrado director del Diario La Nación.
Decide trasladarse al Táchira en 1992 donde es nombrado director del Diario de Los Andes, cargo que ocupó por año y medio.
En 2001 es nombrado Presidente Venezolana de Televisión y como tal, le tocó manejar en el golpe de Estado de abril de 2002. Romero Anselmi junto al fiscal Danilo Anderson retomaron las instalaciones y, reponiendo la señal, salieron al aire. En 2003 renuncia al cargo por problemas de salud.
En 2006 es nombrado nuevamente Presidente de la televisora del Estado, remplazando a Blanca Eckhout.
El 27 de junio de 2009, Anselmi recibió el Premio Nacional de Periodismo por su amplia trayectoria profesional.